# الحدود بين القارات

خريطة قارات ملونة بالألوان:
الأمريكتين
أمريكا الشمالية
أمريكا الجنوبية
أفرو-أوراسيا
أوراسيا
أوروبا
آسيا
أفريقيا
أستراليا / أستراليا / أوقيانوسيا
القارة القطبية الجنوبية

خريطة الدول الجزرية: لا تقع هذه الدول على أي مساحة أرض بحجم قارة، ولكنها عادةً ما يتم تجميعها جغرافياً مع قارة مجاورة

الحدود بين قارات الأرض هي عادة مسألة اصطلاحية جغرافية. عدة اتفاقيات مختلفة قليلاً قيد الاستخدام. يعتبر عدد القارات أكثر شيوعًا من سبع قارات، ولكنه قد يتراوح بين أربعة قارات عندما تعتبر كل من الأمريكتين وأفرو - أوراسيا قارة واحدة. وفقًا لتعريف قارة بالمعنى الدقيق للكلمة، لا يمكن أن تكون الجزيرة جزءًا من أي قارة، ولكن بموجب اتفاقية وفي الواقع العملي ترتبط معظم الجزر الكبرى بقارة.
هناك ثلاثة حدود برية قابلة للتعريف:
- بين أوروبا وآسيا (التي تقسم أوراسيا ): على طول المضائق التركية والقوقاز وجزر الأورال (تاريخياً أيضًا شمال القوقاز ، على طول منخفض كوما - مانيش أو على طول نهر الدون )
- بين آسيا وإفريقيا (تقسيم الأفرو أوراسيا إلى إفريقيا وأوراسيا ): في برزخ السويس
- بين أمريكا الشمالية وأمريكا الجنوبية (التي تقسم الأمريكتين ): في مرحلة ما على برزخ بنما ، مع ترسيم الحدود الأكثر شيوعًا في الأطالس وغيرها من المصادر التي تتبع مستجمعات المياه في جبال دارين التي تنقسم على طول الحدود بين كولومبيا وبنما حيث يلتقي البرزخ بالجنوب القارة الأمريكية (انظر Darién Gap )

في حين أن البرزخ بين آسيا وأفريقيا وبين أمريكا الشمالية والجنوبية أصبح قابلاً للملاحة اليوم، عبر قنوات السويس وبنما، على التوالي، لا يتم قبول التحويلات والقنوات ذات الأصل البشري عمومًا بحدودها القارية؛ قناة السويس تصادف البرزخ بين البحر الأبيض المتوسط والبحر الأحمر، وتقسم بين آسيا وأفريقيا.
تتعلق الحدود المتبقية بربط الجزر والأرخبيل بقارات معينة ، لا سيما:
- ترسيم جنوب شرق آسيا من أستراليا (جزء من أوقيانوسيا ) في بحر سيرام وبحر أرفورا وبحر تيمور وبحر هالماهيرا وأرخبيل الملايو
- الحدود بين إفريقيا وأوروبا وآسيا في البحر الأبيض المتوسط
- الحدود بين آسيا وأوروبا في المحيط المتجمد الشمالي
- الحدود بين أوروبا وأمريكا الشمالية في المحيط الأطلسي
- الحدود بين أمريكا الشمالية والجنوبية في البحر الكاريبي
- ترسيم آسيا من أمريكا الشمالية في شمال المحيط الهادئ
- ترسيم القارة القطبية الجنوبية من أمريكا الجنوبية وإفريقيا وأوقيانوسيا في جنوب المحيط الأطلسي والمحيط الهندي الجنوبي وجنوب المحيط الهادئ، على التوالي (يشار إليها مجتمعة من قبل بعض الجغرافيين بالمحيط الجنوبي أو المحيط المتجمد الجنوبي).